# Wilson Mountains
Die Wilson Mountains sind bis zu 1600 m hohes Gebirge an der Black-Küste des Palmerlands auf der Antarktischen Halbinsel. Sie ragen westlich der Merz-Halbinsel auf. Zu ihnen gehört das Hjort-Massiv. Im Westen grenzen sie an die Du Toit Mountains, im Norden an den Beaumont-Gletscher sowie das Hilton Inlet und im Süden an den Defant-Gletscher.
Die ersten Luftaufnahmen entstanden 1940 bei der United States Antarctic Service Expedition (1939–1941). Luftaufnahmen der United States Navy aus den Jahren von 1966 bis 1969 dienten dem United States Geological Survey der Kartierung. Das Advisory Committee on Antarctic Names benannte das Gebirge nach dem kanadischen Geophysiker John Tuzo Wilson (1908–1993), der an der US-amerikanischen Operation Deep Freeze des Jahres 1958 teilgenommen hatte.